# فرقاطة النسر
فرقاطة نسر البحر(Fregata aquila) هو طائر من الطيور التي تنتمي لعائلة الفرقاطات، تم العثور عليها في جزيرة بواتسوينبيرد على بعد 250 متر من الساحل الشمالي الغربي للجزيرة المحيطة بالمحيط الأطلسي وقد انخفض عدد سكانها ويقدر عددها بين 5.000 و 12.000 طائر.